# Gerhard Ritter (Chemiker)
Gerhard Ritter (* 27. November 1902 in Berlin; † 24. November 1988) war ein deutscher Chemiker und Manager. Von 1934 bis 1945 galt er als wichtigster Mitarbeiter des IG-Farben-Chefs Carl Krauch, war insbesondere für die Giftgasproduktion der IG Farben an leitender Stelle tätig und wurde 1941 Prokurist der Firma. Nach dem Krieg erreichte er 1956 die Stellung eines Technischen Geschäftsführers des Kernforschungszentrums Karlsruhe (KfK) und wurde 1959 Leiter des Euratom-Forschungszentrums Ispra.

## Leben

### Werdegang und Karriere vor 1945
Ritter wurde 1924 an der Universität Berlin bei Alfred Stock mit summa cum laude promoviert. Seine Dissertation (Das Gasaräometer und seine Anwendung zu einer Atom-Gewichtsbestimmung des Bors) fertigte er am Kaiser-Wilhelm-Institut (KWI) für Chemie an. Von 1924 bis 1926 war er dort Assistent. Danach wechselte er in die Industrie und war von 1926 bis 1934 als Chemiker im Ammoniak-Laboratorium der IG-Farben in Ludwigshafen-Oppau tätig. Im Jahr 1934 wurde Ritter von Carl Krauch nach Berlin geholt, nachdem Hermann Göring ein kriegswirtschaftliches Zentralbüro der I.G. Farben einrichten ließ, das sich umfassend mit wehrwissenschaftlichen Angelegenheiten und Fragen der militärischen Planung befassen sollte.
1935 wurde zur Optimierung der Kooperation von I.G. Farben, Wehrmacht und Behörden die Vermittlungsstelle W, wobei „W“ für Wehrmacht steht, eingerichtet. Ritter leitete diese „Vermittlungsstelle W“, an die alle militärisch wichtigen Entwicklungen der IG Farben gemeldet wurden. Die Vermittlungsstelle gab diese Informationen an die Wehrmacht weiter, insbesondere an das Heereswaffenamt. Bei Einrichtung des Vierjahresplans 1936, der das Deutsche Reich in vier Jahren kriegsfähig machen sollte, war Ritter bereits engster Mitarbeiter des mächtigsten Industriellen in dieser Vierjahresplanbehörde, des späteren Generalbevollmächtigten für Chemie im Vierjahresplan,  Carl Krauch. „Krauch und Ritter bildeten in der NS-Zeit von 1934 bis Kriegsende sozusagen ein nationalsozialistisches Zwillingspaar“, urteilt der Historiker Bernd-A. Rusinek. Er betont, dass Ritter in den Quellen mal als „Stellvertreter von Prof. Krauch“, mal als „Vertreter der Vierjahresplanbehörde und der IG“, mal als „Dr. Ritter (Stab Göring)“ apostrophiert wurde. Ritter nahm vielfältige Funktionen an der Nahtstelle von IG Farben, Aufrüstung und Vierjahresplan wahr, so ab 1937 beim Rohstoff- und Devisenstab, bevor er an das Reichsamt für Wirtschaftsausbau (RWA) als Leiter der Technischen Hauptabteilung I wechselte. Auf der Tagung der Rüstungsinspekteure Anfang 1942 vertrat er den Bereich Chemie und war 1944 Leiter eines Einsatzstabs zum Wiederaufbau der kriegszerstörten Hydrierwerke.
Ritter war an der Entwicklung des Nervengases Sarin beteiligt. Das Giftgas ist nach ihm, Gerhard Schrader, Otto Ambros und Hans-Jürgen von der Linde benannt. Die Arbeit daran erfolgte im Heeresgasschutzlaboratorium (HGL) in Spandau (Leitung: von der Linde). Ritter nahm wenige Monate nach Beginn des Zweiten Weltkriegs an einer Konferenz von Spitzenvertretern der Wehrmacht und Vierjahresplan Mitte November 1939 teil, auf der Wehrwirtschaftsgeneral Georg Thomas die Zielvorstellung einer Kampfstoffproduktion von 1000 Tonnen pro Monat erörtern ließ. Historiker Rusinek bezeichnet Ritter als „oberste[n] Giftgas-Manager im ‚Dritten Reich‘“. Er war nicht nur die rechte Hand Carl Krauchs, sondern gehörte selbst der Führungsschicht der IG Farben an, auch erkennbar daran, dass der 1941 Prokurist des Konzerns wurde.

### Werdegang und Karriere nach 1945
Bei Kriegsende wurde Ritter bis April 1946 in der französischen Besatzungszone interniert und zog nach seiner Entlassung nach Freiburg im Breisgau. Im Nürnberger IG-Farben-Prozess war er nicht angeklagt, sondern wurde als Zeuge vernommen. Bei seinem Entnazifizierungsverfahren verfügte die Spruchkammer Neustadt: „Belassung als einfacher Chemiker in nicht leitender Stellung auf Dauer von 6. Jahren.“ Ritter arbeitete bis 1953 in der Lackindustrie, ehe er von 1954 bis 1956 Werksleiter bei der ehemaligen I.G.-Farben-Tochter Anorgana im bayerischen Gendorf wurde. Dieses Unternehmen hatte im Krieg chemische Kampfstoffe hergestellt, unter anderem 100 Monatstonnen Sarin. 1955 wurde das Unternehmen von den Farbwerken Hoechst AG übernommen, dessen Vorstandsvorsitzender zu diesem Zeitpunkt Karl Winnacker war. Winnacker förderte ein Jahr später Ritters Karrieresprung zum Technischen Geschäftsführer des Kernforschungszentrums Karlsruhe entscheidend.
Ritter war mit dem Chemiker und Sprengstoffexperten Walther Schnurr sowie den Juristen Rudolf Greifeld und Josef Brandl 1956 Gründer der Kernreaktor, Bau- und Betriebsgesellschaft, dem Vorläufer des Kernforschungszentrums Karlsruhe (KfK). Das Institut war auf Initiative von Franz Josef Strauß für die zivile Entwicklung der Kernenergie in Deutschland gegründet wurden, wobei er von dem Physiker Otto Haxel und dem Hoechst-Manager Karl Winnacker beraten wurde. Als sich Streit um das Schwerwasser-Forschungsreaktorkonzept (FR 1 oder FR 2) hinzog, wobei die Industrie in Gestalt von Siemens Einfluss zu nehmen versuchte, verlor Winnacker aufgrund der steigenden Kosten die Geduld und ersetzte Ritter durch Schnurr, der vorher Abteilungsleiter im Atomministerium von Strauß in Bonn gewesen war.
In Karlsruhe war Ritter unzufrieden geworden, weil er die bürokratischen Hemmnisse zunehmend als Widerspruch zu seinem in der Dynamik der Kriegsforschung geprägten Verständnis als entscheidender Top-Down-Manager sah. Er wechselte 1959, vermittelt durch Winnacker, auf den lukrativen Posten des Leiters des Euratom-Forschungszentrums Ispra, den er bis 1966 innehatte. Am Ispra am Lago Maggiore wurden durch die Euratom-Staaten (Frankreich, Italien, Deutschland, Benelux) neue Reaktortypen entwickelt, darunter ein Reaktor mit organischem Kühlmittel und schwerem Wasser als Moderator (Orgel, Organique-Eau Lourde), ursprünglich auf französische Initiative hin und 1969 eingestellt. Ritter selbst hatte seine Stelle schon 1966 aufgegeben, weil er keine Chance mehr sah, statt des von ihm als aussichtslos angesehenen Projekts des Orgel-Reaktors verstärkt metallurgische Forschung im Anwendungsvorfeld der Kerntechnik betreiben zu lassen. 1966 wurde Ritter dann „Generalkommissar“ für die drei damaligen europäischen Gemeinschaften EWG, Euratom und Montan-Union auf der Expo 1967 in Montreal.